# コマルカ・ダ・テーラ・デ・カルデーラス
コマルカ・ダ・テーラ・デ・カルデーラス（Comarca da Terra de Caldelas）はガリシア州オウレンセ県のコマルカで、同県の北部に位置する。
カストロ・カルデーラス、モンテデラーモ、パラーダ・デ・シル、ア・テイシェイラの4自治体によって構成される。
隣接するコマルカは、北がコマルカ・ダ・テーラ・デ・レモスとコマルカ・デ・キローガ（両コマルカともルーゴ県）、東がコマルカ・ダ・テーラ・デ・トリーベス、南がコマルカ・デ・ベリンとコマルカ・ダ・リミア、西がコマルカ・デ・アジャリス＝マセーダとコマルカ・デ・オウレンセとなっている。
面積は313.2km²で、2010年の人口は3650人（2007年：4,029人）。コマルカの中心地区は自治体カストロ・カルデーラスのカストロ・カルデーラス教区のオ・カストロ・デ・カルデーラス地区。カスティーリャ語表記はComarca de Tierra de Caldelas。

## 地理
| コマルカ・ダ・テーラ・デ・カルデーラスの構成自治体（2010年） |            |             |                    |
| 自治体                                                       | 人口（人） | 面積（km²） | 人口密度（人/km²） |
| カストロ・カルデーラス                                       | 1,572      | 87.6        | 17.9               |
| モンテデラーモ                                               | 961        | 135.6       | 7.1                |
| パラーダ・デ・シル                                           | 670        | 62.4        | 10.7               |
| ア・テイシェイラ                                             | 447        | 27.6        | 16.2               |
| 計                                                           | 3,650      | 313.2       | 11.7               |
| 出典: INE（スペイン国立統計局）、IGE（ガリシア統計局）       |            |             |                    |